# Fútbol, amor y toros
Fútbol, amor y toros es una película española de 1929 dirigida por Florián Rey y protagonizada por Guerrita, Ricardo Núñez Lissarrague y Modesto Rivas. Se estrenó el 7 de enero de 1930 en el Teatro de la Zarzuela de Madrid, lo que la convierte en el primer largometraje sonoro de la historia del cine español. Esta película tuvo mucho éxito y recibió numerosos aplausos al final de la proyección. Para la grabación de las escenas sonoras, la sincronización corrió a cargo de la empresa española Filmófono. Sin embargo, Florián Rey quedó insatisfecho con los resultados de la grabación y realizó su siguiente película en Francia.  Se proyectó la película en otras ciudades como Barcelona, Zaragoza y Logroño. A pesar de su éxito, la película desapareció por completo y a día de hoy no se ha encontrado ninguna copia.

## Reparto
- Guerrita como cantante flamenco.
- Ricardo Núñez Lissarrague
- Modesto Rivas
- Carlos Rufart
- Blanca Suárez